# Carmen Jaramillo
Carmen Isabel Jaramillo Velarde (La Chorrera, Panamá; 25 de diciembre de 1994) es una modelo y reina de belleza panameña ganadora del concurso Señorita Panamá 2020. Representó a Panamá en Miss Universo 2020 en Florida, Estados Unidos el 16 de mayo de 2021.

## Biografía
Carmen Isabel Jaramillo Velarde nació el 25 de diciembre de 1994 en la ciudad de La Chorrera, Panamá. En la actualidad es estudiante de Periodismo y de Psicología .

## Concurso de belleza

### Miss Universo  2020
El 16 de mayo de 2021 se llevó a cabo la final de Miss Universo 2020 en el Seminole Hard Rock Hotel & Casino, Hollywood, Florida, Estados Unidos

### Señorita Panamá 2020
El 9 de abril fue anunciada mediante las redes oficiales de la organización de Señorita Panamá como la nueva Señorita Panamá 2020 tras no realizarse el concurso este año debido a la Pandemia de COVID-19. Fue coronada oficialmente como Señorita Panamá 2020 el 11 de agosto mediante una transmisión especial de la televisora Telemetro por su antecesora Mehr Eliezer; Señorita Panamá 2019.

### Miss Continentes Unidos 2019
La noche del 28 de septiembre se llevó a cabo la final de Miss Continentes Unidos 2019 en el Teatro Centro de Arte León Febres-Cordero, en la ciudad de Guayaquil, Ecuador, en donde Carmen logró formar parte de las 10 semifinalistas.

### Miss Tierra 2015
El 5 de diciembre en el Marx Halle de la ciudad de Viena, capital de Austria, se llevó a cabo la final de Miss Tierra 2015 en dónde Carmen no logró formar parte del cuadro de finalistas. Previamente ganó 3 medallas de oro en las categorías de Mejor Traje de Noche, Deportes, Mejor Vestido de Cóctel y 1 de plata como Mejor Traje de fantasía.

### Reina Hispanoamericana 2015
El 24 de octubre de 2015 en la ciudad de Santa Cruz, Bolivia se realizó la final de Reina Hispanoamericana 2015, en cual logró ser parte de las 9 semifinalistas.

## Televisión
| Año  | Programa       | Rol          | Canal     |
| ---- | -------------- | ------------ | --------- |
| 2017 | Calle 7 Panamá | Participante | Telemetro |